# Best Coast
Best Coast est un groupe américain de rock indépendant, originaire de Los Angeles, en Californie.

## Historique

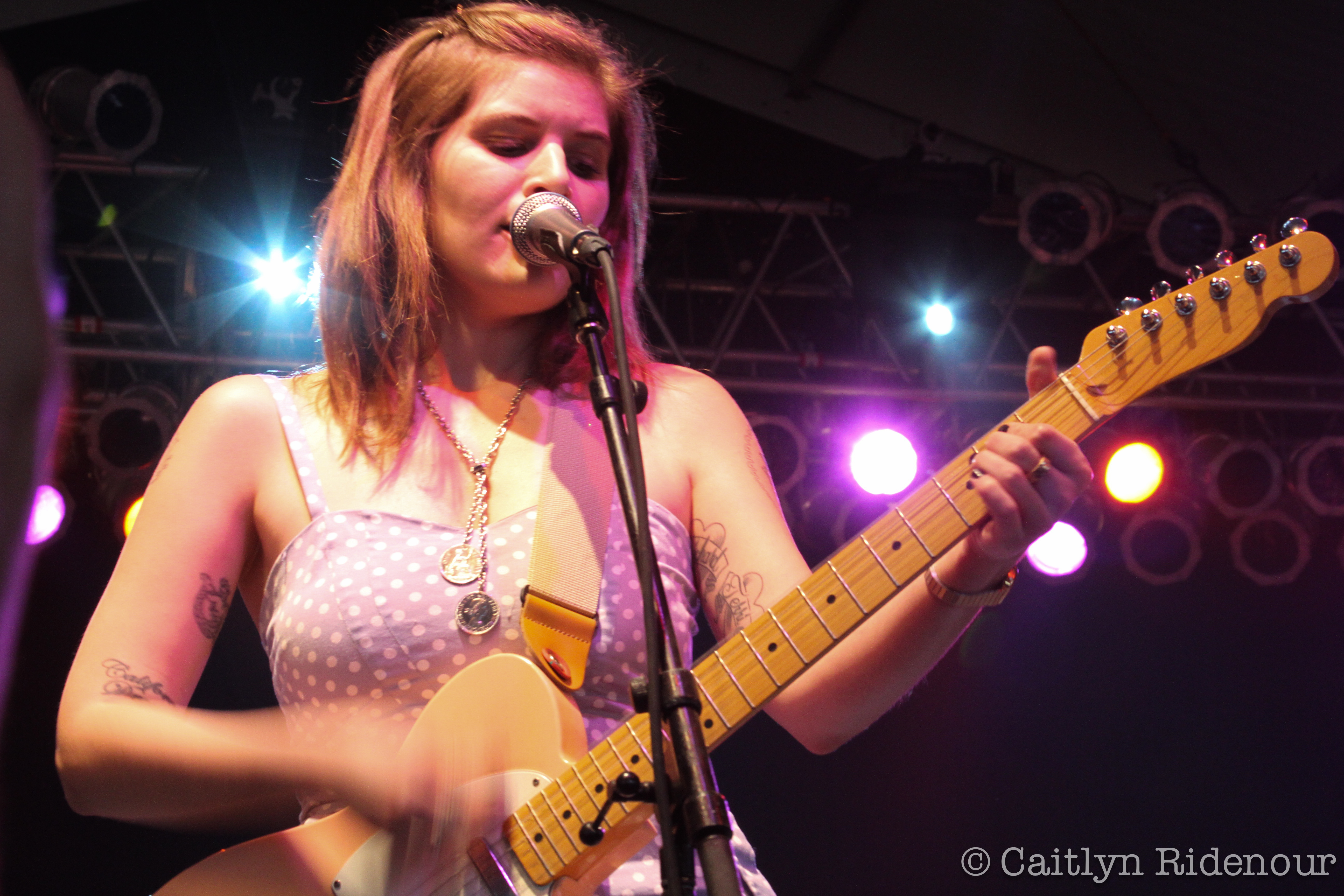
Bethany Cosentino, en 2011.

Bethany Cosentino grandit à Glendale, en Californie. Durant son adolescence, la chanteuse se fait connaître en plaçant ses compositions sur Myspace. Elle s'installe à New York pour y poursuivre ses études et cofonde le groupe Pocahaunted. Cosentino retourne à Los Angeles en 2009 et fonde Best Coast avec le multi-instrumentiste Bobb Bruno. Le duo travaille sur des démos. Leurs premiers singles et le EP Make You Mine sont édités par de petits labels. En 2010, ils se produisent notamment lors du festival South by Southwest et effectuent leur première tournée nationale. La même année sort le single When I'm with You. Best Coast est recruté par le label indépendant Mexican Summer.
Durant l'été 2010, leur premier album Crazy for You effectue son entrée à la 36e place du Billboard 200. Le duo se produit en Europe et aux États-Unis. Le clip du single Our Deal est réalisé par l'actrice Drew Barrymore. Best Coast est élu révélation de l'année 2010 par le magazine musical britannique New Musical Express et fait partie des cinq meilleurs groupes de L.A. sur l'année d'après la station de radio publique KCRW. En 2012, l'album The Only Place est réalisé par Jon Brion aux Capitol Studios. Il est suivi par un EP 7-titres, intitulé Fade Away, édité par Harvest Records, une filiale de Capitol Music. California Nights, le troisième album du groupe, sort en mars 2015. Le disque est enregistré avec l'aide du batteur Brady Miller et produit par Wally Gagel (en).

## Discographie

### Albums studio
- 2010 : Crazy for You (Kemado Records)
- 2012 : The Only Place (Kemado Records)
- 2015 : California Nights (Harvest Records)
- 2018 : Best Kids (Amazon Music)
- 2020 : Always Tomorrow (Concord Records)

### EP
- 2009 : Make You Mine (Group Tightener)
- 2010 : Something in the Way (Post Present Medium)
- 2013 : Fade Away (Jewel City)